# Pteromalus pallipes
Pteromalus pallipes är en stekelart som först beskrevs av Maximilian Spinola 1808.  Pteromalus pallipes ingår i släktet Pteromalus och familjen puppglanssteklar. Inga underarter finns listade i Catalogue of Life.